# Іршенко Наталія Сергіївна
Наталія Сергіївна Іршенко (нар. 15 липня 1937, Шевченки, Харківська область, Українська РСР, СРСР) — передовиця радянського сільського господарства, оператор машинного доїння колгоспу імені Горького Глобинського району Полтавської області, повний кавалер ордена Трудової Слави (1990).

## Біографія
Народилася в 1937 році в селі Шевченки Великокринського району Харківської області Української РСР в українській селянській родині. Завершила навчання у семирічній школі в селі Глушково і в 1954 році розпочала свою трудову діяльність на підприємстві «Швейпром» у місті Кременчук.
У 1959 році вийшла заміж і переїхала на постійне місце проживання до села Великі Кринки, нині Глобинського району Полтавської області. Два роки відпрацювала в рільництві, потім перейшла працювати на ферму оператором машинного доїння колгоспу імені Горького. Постійно домагалася високих виробничих результатів, дуже швидко стала передовицею виробництва. Щороку надої досягали більше 6000 кілограм молока в середньому від кожної закріпленої корови. Брала участь у виставках досягнень народного господарства, нагороджена золотою медаллю. У 1973 році за відмінну роботу представлена до ордена Знак Пошани.
Указом Президії Верховної Ради СРСР від 24 грудня 1976 року нагороджена орденом Трудової Слави ІІІ ступеня.
Указом Президії Верховної Ради СРСР від 14 грудня 1984 року була нагороджена орденом Трудової Слави II ступеня.
«За досягнення високих результатів у виробництві, продажу та переробки продукції тваринництва і рослинництва на основі застосування інтенсивних технологій і передових методів організації праці, великий особистий внесок у будівництво об'єктів виробничого та соціально-культурного призначення» указом Президії Верховної Ради СРСР від 7 червня 1990 року Наталія Сергіївна Іршенко була нагороджена орденом Трудової Слави I ступеня. Стала повним кавалером Ордена Трудової Слави.
До виходу на заслужений відпочинок працював оператором машинного доїння 32 роки.
Проживає в селі Великі Кринки Глобинського району Полтавської області.

## Нагороди та звання
- Орден Знак Пошани (09.09.1973);
- Орден Трудової Слави I ступеня (07.06.1990);
- Орден Трудової Слави II ступеня (14.12.1984);
- Орден Трудової Слави III ступеня (24.12.1976);
- медалі.